# Микроворсинка

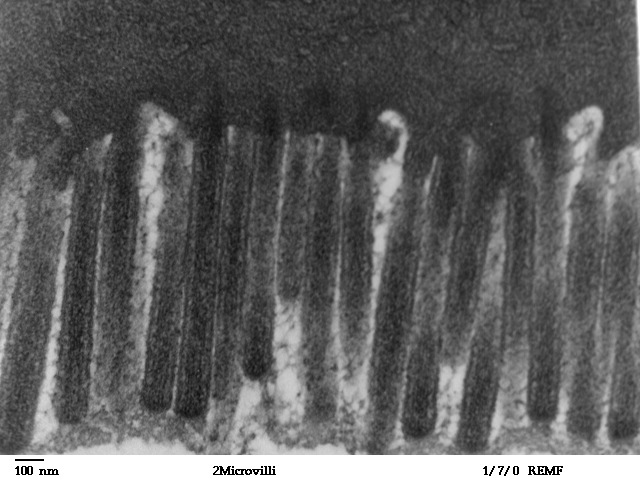
Микроворсинки на клетке эпителия тощей кишки человека

Микроворсинка (лат. microvillus, мн.ч. — microvilli) — вырост эукариотической (обычно животной) клетки, имеющий пальцевидную форму и содержащий внутри цитоскелет из актиновых микрофиламентов. Из микроворсинок состоит воротничок у клеток хоанофлагеллят и у воротничково-жгутиковых клеток губок и других многоклеточных животных. В организме человека микроворсинки имеют клетки эпителия тонкого кишечника, на которых микроворсинки формируют щеточную кайму, а также механорецепторы внутреннего уха — волосковые клетки.
Микроворсинки нередко путают с ресничками, однако они резко отличаются по строению и функциям. Реснички имеют базальное тело и цитоскелет из микротрубочек, способны к быстрым движениям (кроме видоизмененных неподвижных ресничек) и служат у крупных многоклеточных обычно для создания потоков жидкости или восприятия раздражителей, а у одноклеточных и мелких многоклеточных животных также для передвижения. Микроворсинки не содержат микротрубочек и способны лишь к медленным изгибаниям (в кишечнике) либо неподвижны.
За упорядочение актинового цитоскелета микроворсинок отвечают вспомогательные белки, взаимодействующие с актином — фимбрин, спектрин, виллин и др. Микроворсинки также содержат цитоплазматический миозин нескольких разновидностей.
Микроворсинки кишечника (не путать с многоклеточными ворсинками) во много раз увеличивают площадь поверхности всасывания. Кроме того, у позвоночных на их плазмалемме закреплены пищеварительные ферменты, обеспечивающие пристеночное пищеварение.
Микроворсинки внутреннего уха (стереоцилии) интересны тем, что образуют ряды с различной, но строго определенной в каждом ряду длиной. Вершины микроворсинок более короткого ряда соединены с более длинными микроворсинками соседнего ряда с помощью белков — протокадгеринов. Их отсутствие или разрушение может приводить к глухоте, так как они необходимы для открывания натриевых каналов на мембране волосковых клеток и, следовательно, для преобразования механической энергии звука в нервный импульс.
Хотя микроворсинки сохраняются на волосковых клетках в течение всей жизни, каждая из них постоянно обновляется за счёт тредмиллинга актиновых филаментов.